# Jonathan Midol
Pour les articles homonymes, voir Midol (homonymie).
Jonathan Midol, né le 13 janvier 1988 à Annecy, est un skieur acrobatique français spécialiste du skicross. Il a remporté la médaille de bronze de l'épreuve du skicross aux Jeux olympiques d'hiver de 2014 à Sotchi, en Russie. Son frère Bastien est également un skieur acrobatique spécialiste du skicross.

## Carrière
Avec Jean-Frédéric Chapuis (champion olympique et champion du monde en titre) et Arnaud Bovolenta (vice-champion olympique), il réalise un triplé historique aux Jeux olympiques d'hiver. En effet, trois Français accèdent au podium. Quelques semaines après les Jeux, il monte sur son premier podium de Coupe du monde en terminant deuxième à Åre.
Midol annonce en mai 2023 la fin de sa carrière sportive.                                                   

## Palmarès

### Jeux olympiques
| Épreuve / Édition | Sochi 2014 |
| Skicross          | Bronze     |

### Championnats du monde
| Épreuve / Édition         | Ski cross |
| ------------------------- | --------- |
| Mondiaux 2013 Voss        | 51e       |
| Mondiaux 2015 Kreischberg | 11e       |
| Mondiaux 2019 Solitude    | 22e       |
| Mondiaux 2021 Idre Fjäll  | 11e       |

### Coupe du monde
- 4 podiums.

### Championnats de France Elite
- Vice-champion de France en 2015 et 2016

## Décorations
- Chevalier de l'Ordre national du Mérite en 2014[4]